# وایرانداکادوکولام
وایرانداکادوکولام (به لاتین: Vairandakaddukulam) یک منطقهٔ مسکونی در سری‌لانکا است که در استان شمالی (سری‌لانکا) واقع شده‌است.